# 綿貫吉直
綿貫 吉直（わたぬき よしなお、天保2年（1831年）1月 - 明治22年（1889年）6月24日）は、幕末の柳河藩士、明治の大日本帝国陸軍軍人。最終階級は陸軍中佐。警察官、元老院議官。通称は敬太郎。石高は7人扶持10石。家格は徒士。

## 来歴
天保2年（1831年）1月、筑後国柳川に生まれる。明治2年（1869年）、海軍参謀付属になり、箱館戦争において活躍した功により陸軍中佐兼少警視となる。明治10年（1877年）、西南戦争が起こるや否や警視隊を率い熊本へ出張して活躍。その後、東京府警視副総監をつとめる。同19年（1886年）元老院議官。同22年（1889年）、死去。享年59。

## 栄典
位階
- 1874年（明治7年）
  - 3月8日 - 正七位[1]
  - 11月5日 - 従六位[1]
- 1879年（明治12年）12月20日 - 正六位[1]
- 1881年（明治14年）8月30日 - 従五位[1]
- 1886年（明治19年）11月16日 - 正五位[1][2]
- 1887年（明治20年）3月25日 - 従四位[1][3]
- 1889年（明治22年）6月24日 - 正四位[1]

勲章等
- 1878年（明治11年）1月30日 - 勲四等旭日小綬章[1]
- 1885年（明治18年）4月7日 - 勲三等旭日中綬章[1][4]